# Аполд
Аполд (рум. Apold) — село у повіті Муреш в Румунії. Адміністративний центр комуни Аполд.
Село розташоване на відстані 212 км на північний захід від Бухареста, 50 км на південний схід від Тиргу-Муреша, 118 км на південний схід від Клуж-Напоки, 80 км на північний захід від Брашова.

## Населення
За даними перепису населення 2002 року у селі проживали 860 осіб.
Національний склад населення села:
| Національність | Кількість осіб | Відсоток |
| -------------- | -------------- | -------- |
| румуни         | 562            | 65,3%    |
| цигани         | 236            | 27,4%    |
| угорці         | 54             | 6,3%     |
| німці          | 7              | 0,8%     |

Рідною мовою назвали:
| Мова      | Кількість осіб | Відсоток |
| --------- | -------------- | -------- |
| румунська | 769            | 89,4%    |
| угорська  | 55             | 6,4%     |
| циганська | 32             | 3,7%     |